# 4 lonkos: Vida, muerte y profanación
 4 lonkos: Vida, muerte y profanación es una película documental  de Argentina filmada en colores dirigida por Sebastián Díaz según su propio guion que se estrenó el 9 de enero de 2020.  

## Sinopsis
En cuatro capítulos retrata la vida, la muerte y la profanación de los restos de cuatro importantes caciques de las regiones pampeana y patagónica, con entrevistas a historiadores y antropólogos como Osvaldo Bayer, Carlos Martínez Sarasola y Fernando Pepe.

## Comentarios
Horacio Bernades en Página 12 opinó:

”… cuatro relevantes caciques o lonkos que habitaron estas tierras, que lucharon contra el hombre blanco o a favor de él…analizados por varios historiadores y antropólogos…El tema es que cuando está planteado como transmisión magistral, el conocimiento no se construye de a dos (la película y el espectador, por caso), sino que viene en un solo sentido. Y eso lo vuelve limitado.

Alejandro Lingenti en La Nación escribió:

”…la película tiene una evidente orientación pedagógica y también la intención de denunciar las políticas que caracteriza como racistas de la Campaña del Desierto, cuyo trágico saldo, se narra allí, fue la muerte de unos 25.000 aborígenes.” 